# Rue Victor-Hugo (Charenton-le-Pont)
Pour les articles homonymes, voir Rue Victor-Hugo.
La rue Victor-Hugo est une voie de Charenton-le-Pont, en France.

## Situation et accès

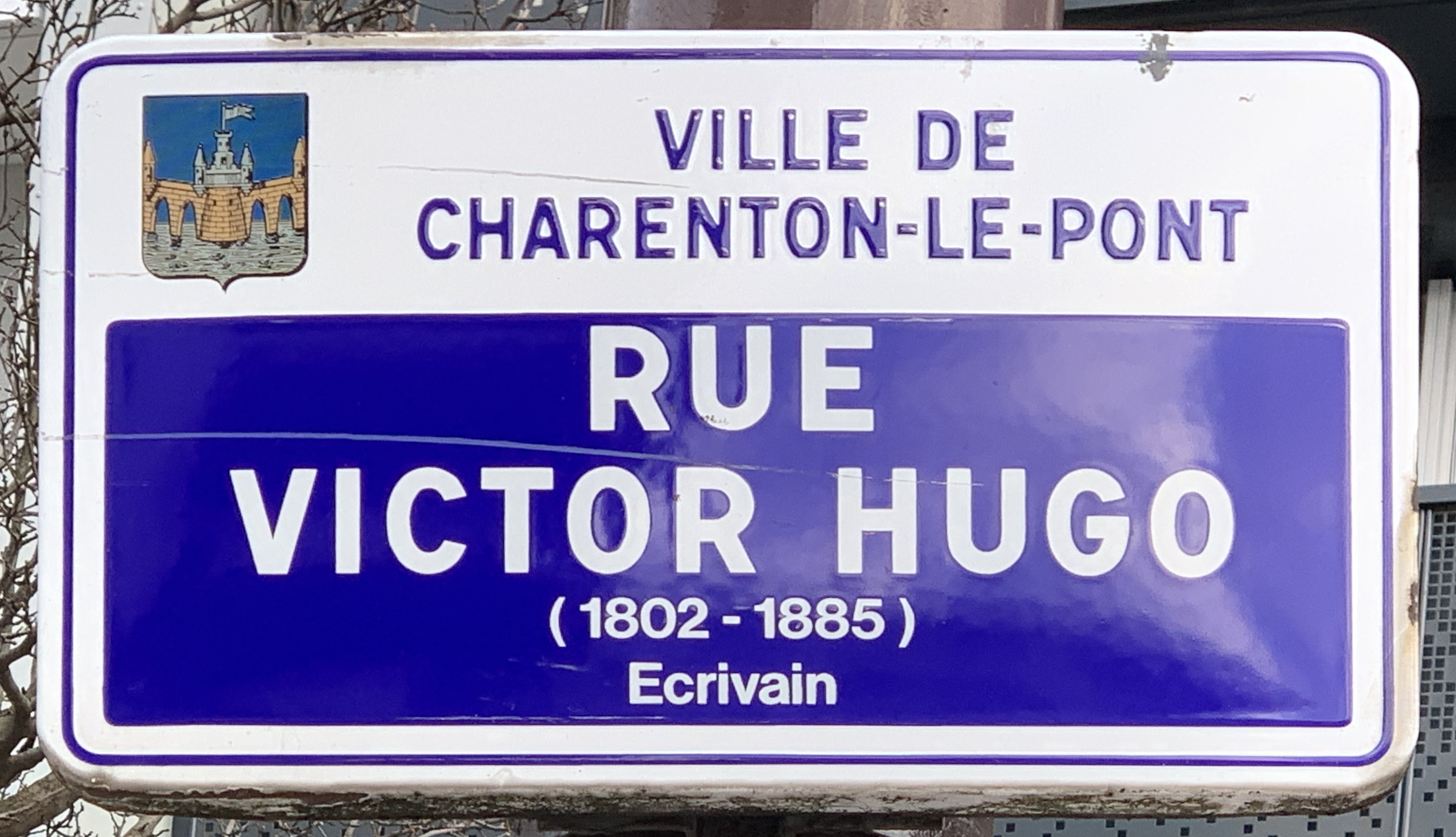
Plaque émaillée rue Victor Hugo, Charenton-le-Pont, 2021.

La rue Victor-Hugo relie la rue de Paris au quai des Carrières. Sur son trajet, elle croise la rue de Conflans, passe à l’extrémité de la rue du  Maréchal-Juin, enjambe la voie ferrée par le pont Victor-Hugo doublé par une passerelle piétonnière sur son côté est, forme le point de départ de la rue Saint-Pierre, longe ensuite le square Paul-Éluard, passe à l’extrémité des rues Paul-Éluard et Robert-Schumann. Elle se termine quai des Carrières à l'angle du square du 18-mai-1945 et à l’emplacement de l’ancienne rue des Carrières, disparue vers 1970. Elle est à double sens de circulation, occupant deux voies de la rue de Paris à la rue Paul-Éluard, puis trois voies au sud de cette rue jusqu'au quai des Carrières. Une bretelle autoroutière relie l'autoroute de l'Est à la rue Victor-Hugo uniquement dans le sens est-ouest puis sud-nord (du quai des Carrières à la rue de Paris).
Elle est accessible par la station de métro  Charenton-Écoles  de la ligne 8.

## Origine du nom
Elle porte le nom du poète, dramaturge, écrivain et homme politique français Victor Hugo (1802-1885).

## Historique

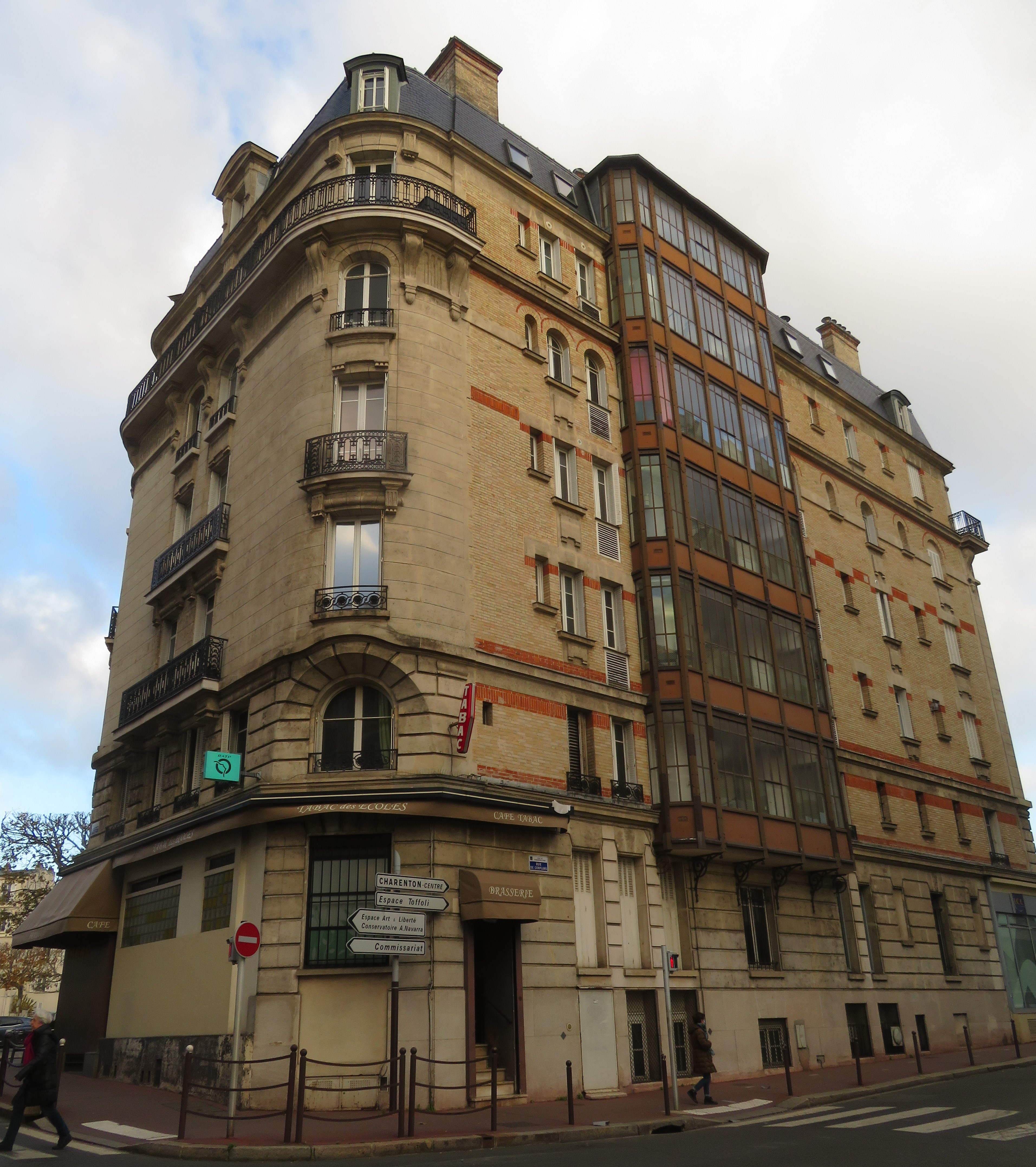
À l'angle de la rue de Conflans.

La rue est ouverte vers 1837 dans le prolongement d’une impasse donnant sur la rue des Carrières. Cette impasse  dans les  terrains qui faisaient partie du Séjour du Roi était nommée impasse du Louvre.  La  rue nommée rue Neuve des Carrières est classée route départementale numéro 49. Elle est élargie en 1884 et renommée rue Victor-Hugo en 1885 peu après la mort de l’écrivain.
Dans sa partie sud au-delà de la voie ferrée, son environnement  a été transformé par la construction, autour de 1970, d'immeubles de grande hauteur dans le cadre de l'aménagement de la ZAC des Carrières. On peut retenir le no 3, d'une hauteur de dix-neuf étages et le no 14, à seize étages.